# قطعنامه ۴۶۲ شورای امنیت
قطعنامه ۴۶۲ شورای امنیت سازمان ملل متحد که در تاریخ ۰۹ ژانویه ۱۹۸۰ تصویب شد، سندی بین‌المللی دربارهٔ صلح و امنیت جهانی است. این قطعنامه طی نشست ۲٬۱۹۰ام با ۱۲ موافق، ۲ مخالف و ۱ ممتنع تصویب شد.